# Paradise Valley (Montana)
Das Paradise Valley ist ein Flusstal des Yellowstone River im südwestlichen Montana, im Park County. Das Tal, das sich nördlich des Yellowstone-Nationalparks befindet, wird im Osten von dem Absaroka-Gebirgszug und im Westen von der Gallatin Range, einem Gebirgszug der Rocky Mountains flankiert.

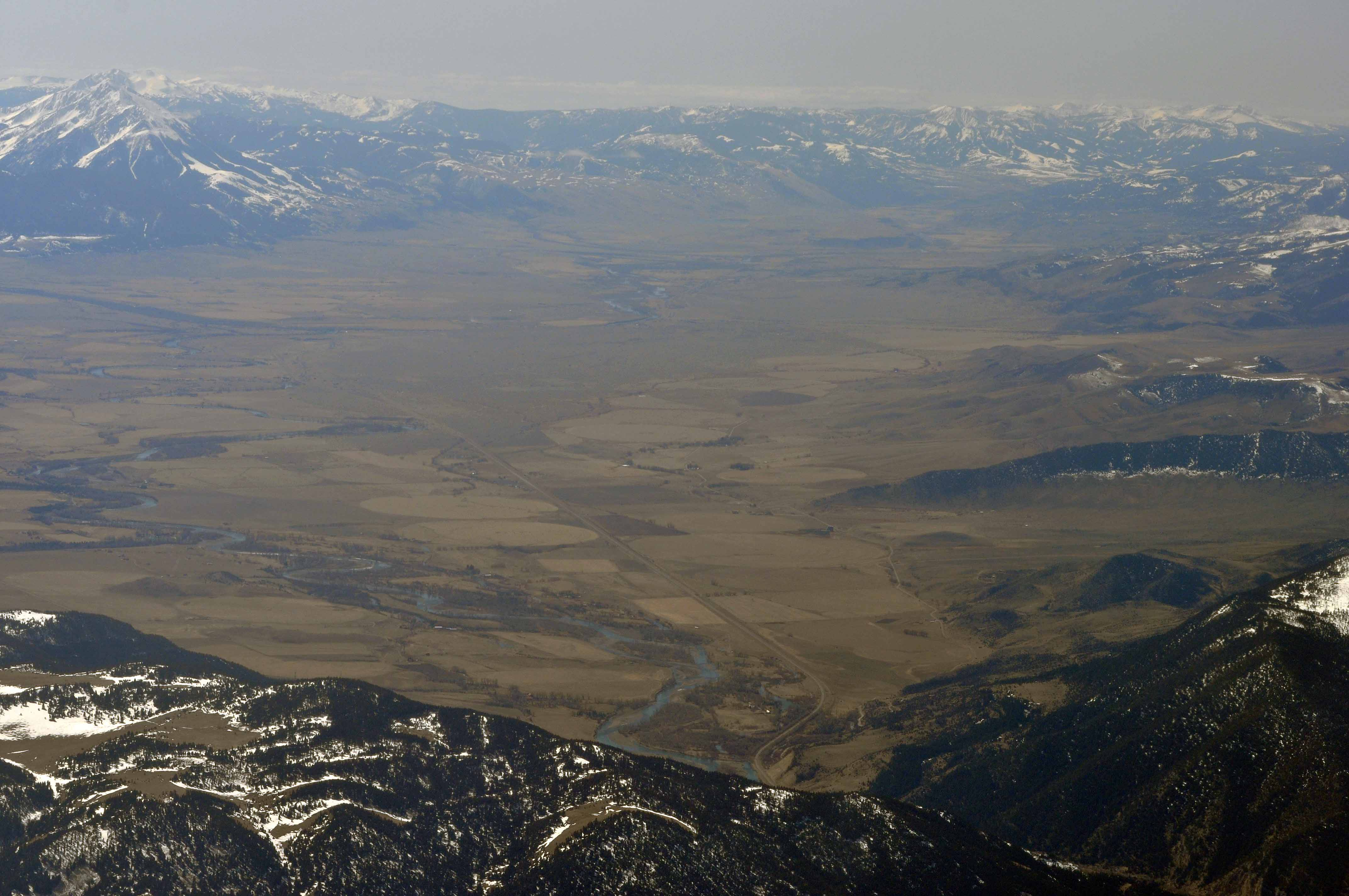
Das Paradise Valley im Winter, aus 4600 m Höhe (Blick in Richtung Süden).

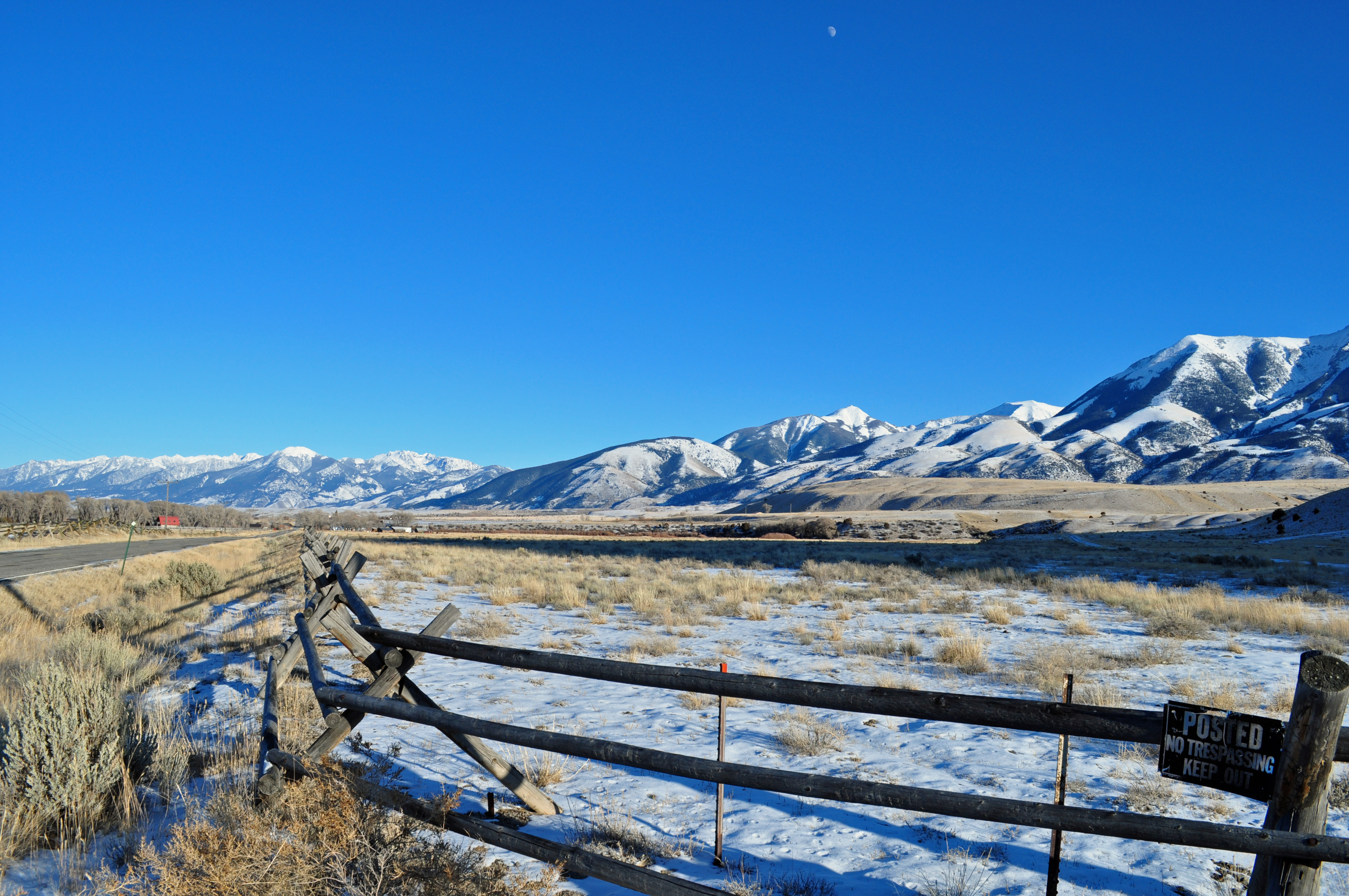
Die Absaroka Gebirgskette am Paradise Valley

Neben dem Paradise Valley liegt das Gallatin Tal. Der Gebirgszug der Stadt Bozeman trennt beide Täler voneinander. Die Interstate 90 verläuft durch diese beide Gemeinden. 
Das Tal verläuft überwiegend entlang einer Nord-Süd-Achse, dementsprechend verläuft auch der US Highway 89, der sich durch ihn hindurchzieht und zum Yellowstone-Nationalpark führt.
Paradise Valley war der ursprüngliche Eingang zum Yellowstone, obwohl der Park jetzt zwei weitere Eingänge in Montana und Wyoming hat.
Das Valley schließt im Norden mit der Stadt Livingston und im Süden mit dem Yankee Jim Canyon ab.
Der Yellowstone River, der sich auch durch das Tal zieht, wird in der Region aufgrund seiner Fanggründe zum Fliegenfischen genutzt. Des Weiteren beherbergt Paradise Valley mehrere Thermalquellen, darunter die Chico Hot Springs in der Nähe von Emigrant, La Duke Hot Springs in der Nähe von Gardiner und Hunter’s Hot Springs in der Nähe von Livingston.

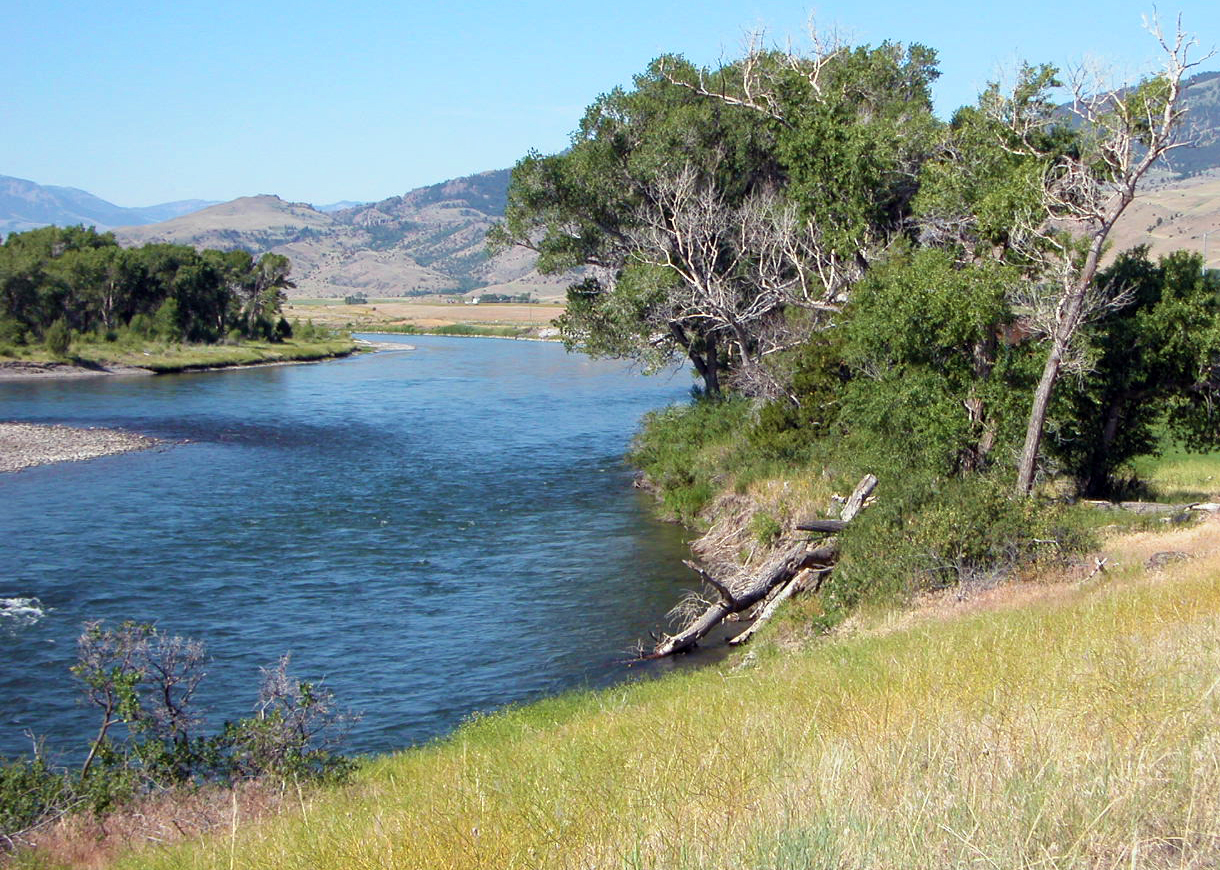
Der Yellowstone River, der durch Paradise Valley verläuft

Der Mount Cowen, im Absaroka-Gebirge, ist mit 3417 Metern Höhe der nächstgrößere Berg in der Nähe des Tals.
Die fiktive Yellowstone Dutton Ranch aus der Serie Yellowstone liegt im Paradise Valley. 

## Bewohner
Unter den Bewohnern befinden bzw. befanden sich:
- Richard Brautigan (1935–1984), Schriftsteller
- Jeff Bridges (* 1949), Schauspieler
- Al Feldstein (1925–2014), Gründer des Mad magazine
- Peter Fonda (1940–2019), Schauspieler/Filmproduzent
- Margot Kidder (1948–2018), Schauspielerin
- John Mayer (* 1977), Sänger[1]
- Christopher Paolini (* 1983), Schriftsteller
- Missi Pyle (* 1972), Schauspielerin
- Dennis Quaid (* 1954), Schauspieler